# Jonas Ried
Jonas Ried, född den 18 december 2004 i Ehingen, Baden-Württemberg, är en tysk racerförare. Han är son till racerföraren Christian Ried.